# Rabih Abou-Khalil
Rabih Abou-Khalil  (Bejrút, 1957. augusztus 17. –) arab úd (európai lanthoz hasonló húros hangszer) játékos és zeneszerző. Bejrútban nőtt fel, majd az 1978-as polgárháború idején Münchenbe menekült.
Kezdetben a bejrúti konzervatóriumban tanult az úd virtuóz megszólaltatójától, Georges Farah-tól, majd Münchenbe költözését követően az ottani akadémián az úd mellett fuvolázni is megtanult.
Az ECM lemeztársaságnál megjelent első lemeze az 1988-ban felvett "Nafas" még nagyrészt hagyományos arab zenén alapult.
A "Blue Camel" című lemezén már számos neves dzsesszmuzsikus is szerepel: Charlie Mariano, Kenny Wheller, Steve Swalow. Abou-Khalil kitűnően ötvözi a hagyományos arab zenét a dzsessz-szel, a klasszikus zenével és a rockkal.

## Diszkográfia
- Compositions & Improvisations (MMP, 1981)
- Bitter Harvest (MMP, 1984)
- Between Dusk And Dawn (MMP, 1987; Enja Records, 1993)
- Bukra (MMP, 1988; Enja Records, 1994)
- Nafas (ECM, 1988)
- Roots & Sprouts (MMP/Enja Records, 1990)
- World Music Orchestra: East West Suite (Granit Records, 1990)
- Al-Jadida (Enja Records, 1990)
- Blue Camel (Enja Records, 1992)
- Tarab (Enja Records, 1992)
- The Sultan's Picnic (Enja Records, 1994)
- Arabian Waltz (Enja Records, 1996)
- Odd Times (Enja Records, 1997)
- Yara (Enja Records, 1998)
- The Cactus of Knowledge (Enja Records, 2001)
- Il Sospiro (Enja Records, 2002)
- Morton's foot (Enja Records, 2004)
- Journey to the Centre of an Egg (Enja Records, 2005)
- Songs for Sad Women (Enja Records, 2007)
- Em Portugues (Enja Records, 2008)
- Selection (Enja Records, 2009)